# 鷹野神社
鷹野神社（たかのじんじゃ）は、兵庫県豊岡市竹野町竹野にある神社。

## 社名
但遅麻国造といわれる竹野別氏の居住地であったことが由来とされる。

## 歴史
創立年月は不明だが、諸説あり『但馬秘鍵抄』『但馬故事記』には白鳳14年(685年)とあり、古代は加嶋神社と称し、賀嶋山に鎮座したが断崖絶壁で参拝が困難であった為、宝亀元年(770年)現在地に遷座したとある。『鷹野神社文書』には宝亀2年(771年)とある。室町期には山名氏の信仰が篤く、応永3年(1396年)には山名氏が社領75貫文を寄進したという。万治2年(1659年)焼失、寛文12年(1672年)再建。元禄2年(1689年)焼失、元禄12年(1699年)再造。宝暦3年(1753年)炎上、寛政5年(1793年)本殿再建。天保6年(1835年)炎上。弘化2年(1845年)本殿再建。

## 特徴
- 竹野は北前船の寄港地であった為、当時の船頭たちが奉納した船絵馬や日和見や入船の連絡に使われた方角石などが残っている[1]。
- 寛延2年(1749年)刊行の大枝流芳の『貝尽浦の錦』には日本浜三景の一つに竹野浜が数えられており、但馬浦真図をのせて、『天神社』の壮大な社殿を描いている。